# Agudelle
Agudelle là một xã trong tỉnh Charente-Maritime Charente-Maritime trong vùng Nouvelle-Aquitaine, tây nam nước Pháp. Xã Agudelle nằm ở khu vực có độ cao trung bình 72 mét trên mực nước biển.
Sản phẩm chính ở đây là nho và rượu vang.

## Lịch sử biến động dân số
| Năm  | Dân số | Mật độ | Phần trăm của tổng |
| ---- | ------ | ------ | ------------------ |
| 1962 | 165    | -      | -                  |
| 1968 | 166    | -      | -                  |
| 1975 | 118    | -      | -                  |
| 1982 | 119    | -      | -                  |
| 1990 | 99     | -      | -                  |
| 1999 | 126    | 24/km² | 12.61%             |